# Hey Stephen
"Hey Stephen" là một bài hát do ca sĩ-nhạc sĩ sáng tác ca khúc người Mỹ Taylor Swift viết và thu âm cho album phòng thu thứ hai của cô, Fearless (2008). Sau vụ tranh chấp quyền sở hữu tác phẩm của Taylor Swift năm 2019, cô thu âm lại bài hát với tựa đề "Hey Stephen (Taylor's Version)" cho album thu âm lại Fearless (Taylor's Version) (2021).

## Phát hành

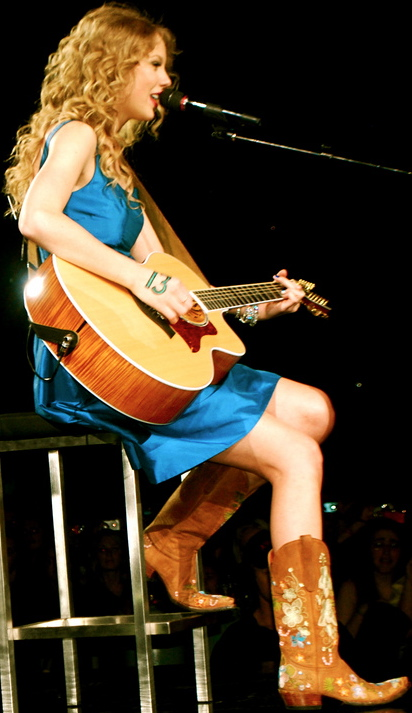
Swift (ảnh năm 2010) trong Fearless Tour, chuyến lưu diễn có bài hát "Hey Stephen" trong chương trình

"Hey Stephen" được Big Machine Records phát hành từ album Fearless, vào ngày 11 tháng 11, 2008. Ca khúc xuất hiện và đạt vị trí cao nhất thứ 94 trên bảng xếp hạng Billboard Hot 100 Hoa Kỳ trong ấn bản ngày 29 tháng 11, 2008. Hiệp hội Công nghiệp Ghi âm Hoa Kỳ (RIAA) chứng nhận vàng cho bài hát, với 500.000 đơn vị, dựa trên doanh số và số lượt phát trực tuyến.

## Đội ngũ thực hiện
"Hey Stephen" (2008)
- Taylor Swift – sáng tác, sản xuất
- Nathan Chapman – sản xuất
- Drew Bollman – trợ lý hòa âm
- Chad Carlson – kỹ sư thu âm
- Justin Niebank – hòa âm
- Andrew Bowers – búng tay
- Burrus Cox – búng tay
- Carolyn Cooper – búng tay
- Lauren Elcan – búng tay
- Delaney McBride – búng tay
- Emma McBride – búng tay
- Nicholas Brown – nhạc khí

"Hey Stephen (Taylor's Version)" (2021)
- Taylor Swift – sáng tác, sản xuất, giọng ca chính
- Christopher Rowe – thu âm giọng hát, sản xuất
- Max Bernstein – vibraphone
- Matt Billingslea – trống, búng tay
- Caitlin Evanson – giọng bè
- Derek Garten – kỹ sư hỗ trợ
- Serban Ghenea – hòa âm
- John Hanes – kỹ sư
- Amos Heller – guitar bass
- Mike Meadows – guitar acoustic, Hammond B3, búng tay, giọng bè
- David Payne – thu âm
- Lowell Reynolds – trợ lý kỹ sư thu âm
- Jonathan Yudkin – fiddle, thu âm fiddle

## Bảng xếp hạng
| Bảng xếp hạng (2008)     | Vị trí cao nhất |
| ------------------------ | --------------- |
| Hoa Kỳ Billboard Hot 100 | 94              |

| Bảng xếp hạng (2021)                              | Vị trí cao nhất |
| ------------------------------------------------- | --------------- |
| Úc (ARIA)                                         | 86              |
| Canada (Canadian Hot 100)                         | 68              |
| Thế giới Global 200 (Billboard)                   | 105             |
| Hoa Kỳ Bubbling Under Hot 100 Singles (Billboard) | 1               |
| Hoa Kỳ Hot Country Songs (Billboard)              | 28              |

## Chứng nhận
| Quốc gia                                                    | Chứng nhận | Số đơn vị/doanh số chứng nhận |
| ----------------------------------------------------------- | ---------- | ----------------------------- |
| Hoa Kỳ (RIAA)                                               | Vàng       | 500.000‡                      |
| ‡ Chứng nhận dựa theo doanh số tiêu thụ và phát trực tuyến. |            |                               |